# Protambulyx rydbergi
Protambulyx rydbergi är en fjärilsart som beskrevs av Gehlen. 1933. Protambulyx rydbergi ingår i släktet Protambulyx och familjen svärmare. Inga underarter finns listade i Catalogue of Life.